# Gérard Bordu
Gérard Bordu, né le 21 avril 1928 à Melun (Seine-et-Marne) et mort le 4 octobre 2020 dans le 9e arrondissement de Marseille (Bouches-du-Rhône), est un homme politique français. Il est député de Seine-et-Marne de 1973 à 1981 et de 1986 à 1988 et maire de Chelles de 1977 à 1983.

## Biographie
Gérard Bordu naît le 21 avril 1928, de parents exerçant le métier de boulangers à Melun. Titulaire d'un CAP d'électricien, il fait son service militaire dans la marine, comme quartier-maître électricien.
Il adhère au syndicat CGT et au Parti communiste français (PCF) au début de 1948. Assez rapidement, il devient secrétaire de cellule dans la section de Melun-Nord. En 1956, il suit pendant un mois l'école centrale de formation des cadres du PCF. 
Membre du secrétariat fédéral de 1956 à 1972, il participe à tous les combats politiques, y compris ceux qui déchirent la formation communiste en interne, s'opposant notamment à Laurent Casanova, ancien responsable du secteur des intellectuels, exclu du PCF en mai 1961 lors du XVIe congrès – mais réhabilité a posteriori, bien plus tardivement, en janvier 1998. À l'issue de ce congrès, Gérard Bordu est élu au Comité central du PCF, poste qu'il occupera jusqu'au XXVIe Congrès.
Il exerce successivement de nombreux mandats électifs : d'abord conseiller municipal à Melun dans les années 1960, il est candidat aux élections législatives en 1967 et 1968, dans la 2e circonscription de Chelles-Lagny, et est élu en mars 1973 (où il bat le maire de Chelles de l'époque, Guy Rabourdin), puis réélu en mars 1978. Durant son mandat de député, Gérard Bordu est envoyé comme représentant du parlement français au Parlement européen, où il occupe le poste de vice-président (jusqu'en 1979)  et où il déploie une intense activité parlementaire, notamment au sein de la commission des affaires économiques et monétaires, mais aussi dans le cadre des actions de solidarité avec les pays en voie de développement[réf. souhaitée]. 
Gérard Bordu est également élu conseiller général du canton de Vaires-sur-Marne en avril 1976. Puis, tête d'une liste d'union de la gauche qui comprend communistes, socialistes et radicaux de gauche, il est élu maire la ville de Chelles à l'issue élections municipales de mars 1977.
Aux élections de mars 1983, la gauche se présente divisée, avec une liste socialiste conduite par Jean-Pierre Fourré, nouvellement élu député de la circonscription en 1981 (dans la foulée de l'élection de Mitterrand à la présidence de la république). Bien que le total des voix de gauche soit majoritaire au premier tour, le second tour voit l'élection de Charles Cova, du RPR. Gérard Bordu ne retrouve son siège de député qu'en mars 1986, au bénéfice d'une législative au scrutin proportionnel (mandat de deux ans - du 16 mars 1986 au 14 mai 1988).
Aux élections municipales de mars 1989, il conduit une liste d'union PCF-MRG-MNLE, devancée au premier tour par la liste de droite de Charles Cova, mais également la liste PS conduite par Jean-Paul Planchou. La fusion entre les deux listes au second tour ne permettra pas de l'emporter.
Gérard Bordu prend alors quelque distance avec la vie politique. Il se retire en 1990 dans le Midi de la France avec sa nouvelle compagne Gisèle, fleuriste de profession. Il apporte néanmoins son soutien à la liste « Chelles Citoyenne » présentée aux élections municipales de 2014 par le Front denGauche et conduite par Frank Mouly)[réf. souhaitée].
Gérard Bordu a eu deux enfants avec sa première épouse Yvette (décédée entretemps) : Didier et Marianne.

## Détail des fonctions et des mandats
Mandats locaux
- mars 1976 - mars 1982 : Conseiller général du canton de Chelles-Vaires
- mars 1977 - mars 1983 : maire de Chelles

Mandats parlementaires
- 11 mars 1973 - 2 avril 1978 : Député de la 2e circonscription de Seine-et-Marne
- 19 mars 1978 - 22 mai 1981 : Député de la 2e circonscription de Seine-et-Marne
- 16 mars 1986 - 14 mai 1988 : Député de Seine-et-Marne